# Rafael Nickel
Rafael Nickel (Amburgo, 30 luglio 1958) è un ex schermidore tedesco, vincitore di una medaglia d'oro nella scherma ai giochi olimpici.